# Шахта «Петровська»
ДП «Шахта Петровська». Входить до виробничого об'єднання з видобутку вугілля «Донецьквугілля». Розташуванна у однойменному мікрорайоні Петровка.

## Загальна характеристика
Історична шахта, стала до ладу у 1903 р.
Виробнича потужність 300 тис. т/рік.
Фактичний видобуток бл. 123 тис. т (2003).
Шахтне поле розкрите чотирма вертикальними стволами.
Вугільний пласт hн
1 потужністю 0,6-1,1 м з кутом падіння 6-10°.
Допрацьовує пласт h8.
Шахта небезпечна з раптових викидів вугілля і газу та вибуховості вугільного пилу.
Адреса: 83010, м.Донецьк, вул. Петровського.
За даними джерел видання «Астра», в занедбаній шахті колишній батальйон «Оплот» сепаратистів організував катівню. Під час повномасштабного російського вторгнення в катівні 2024 року, серед іншого, катували і вбили американського добровольця Рассела Бентлі, який воював за сили РФ та сепаратистів .

## Галерея

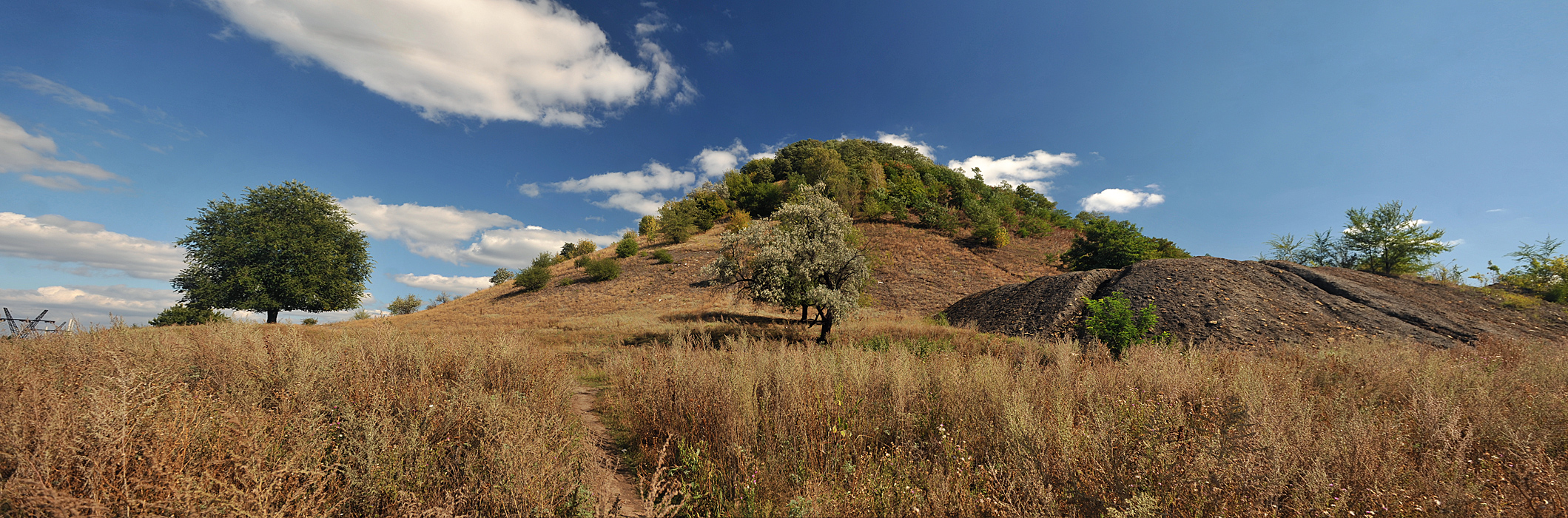
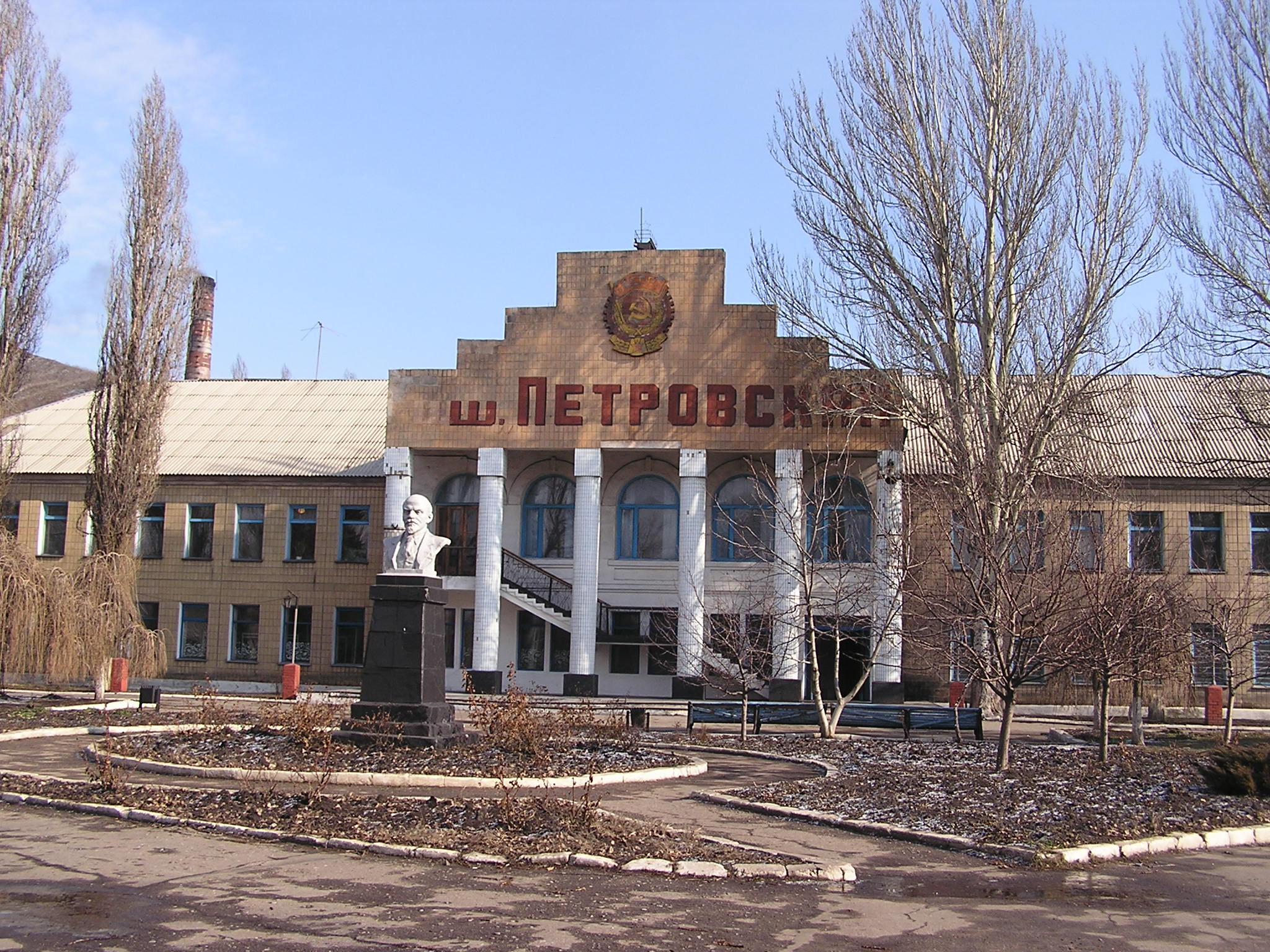
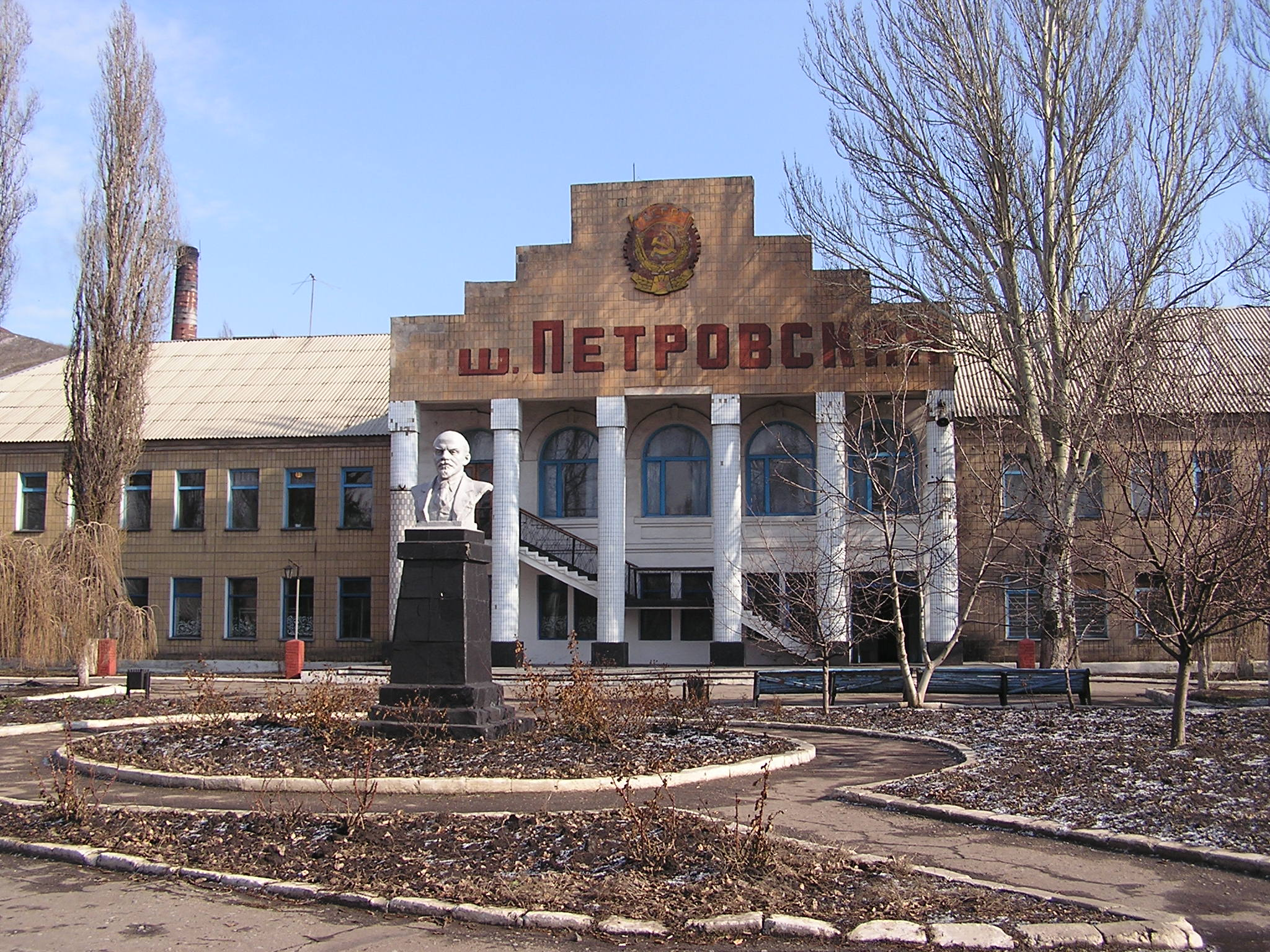
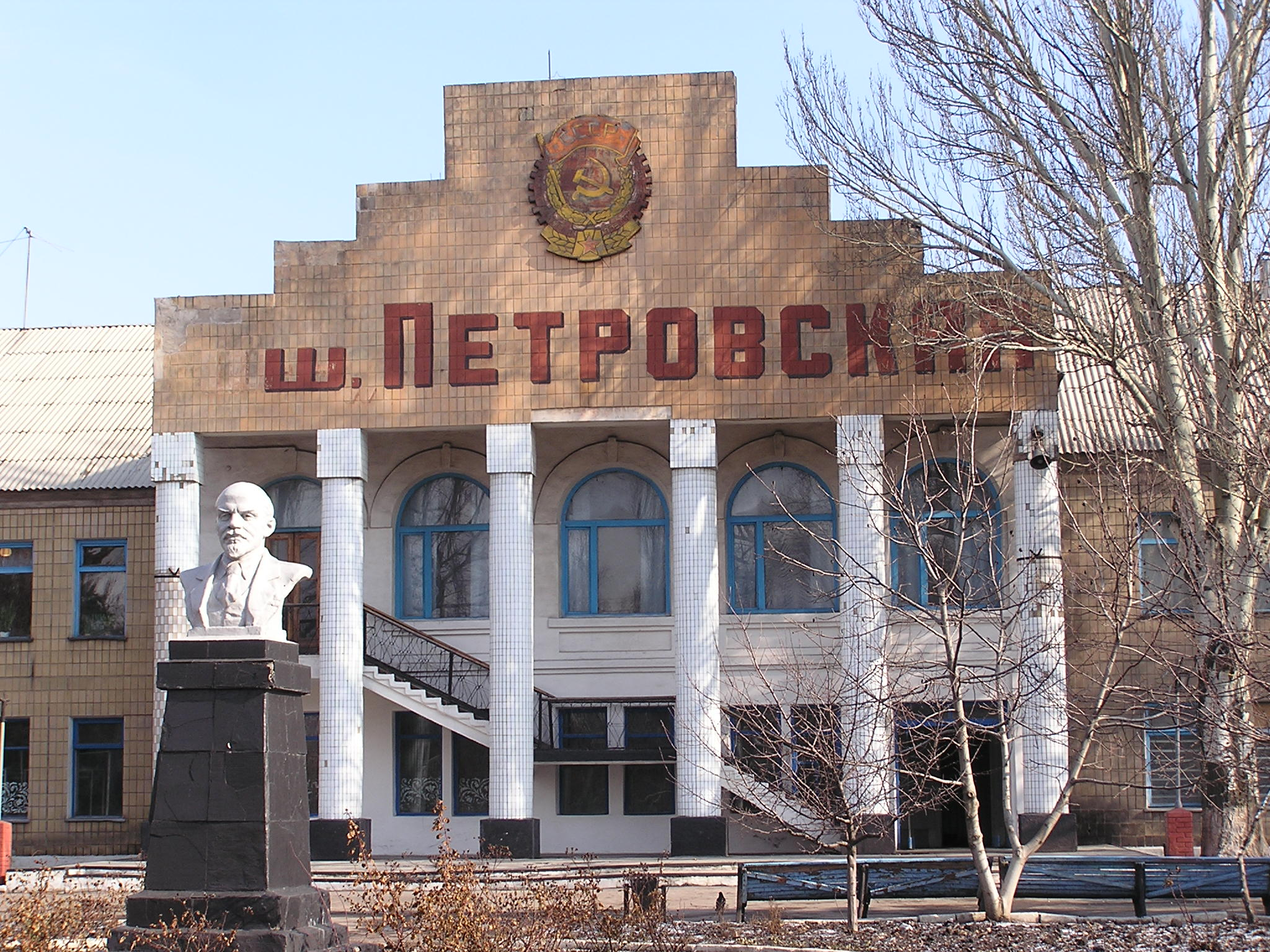
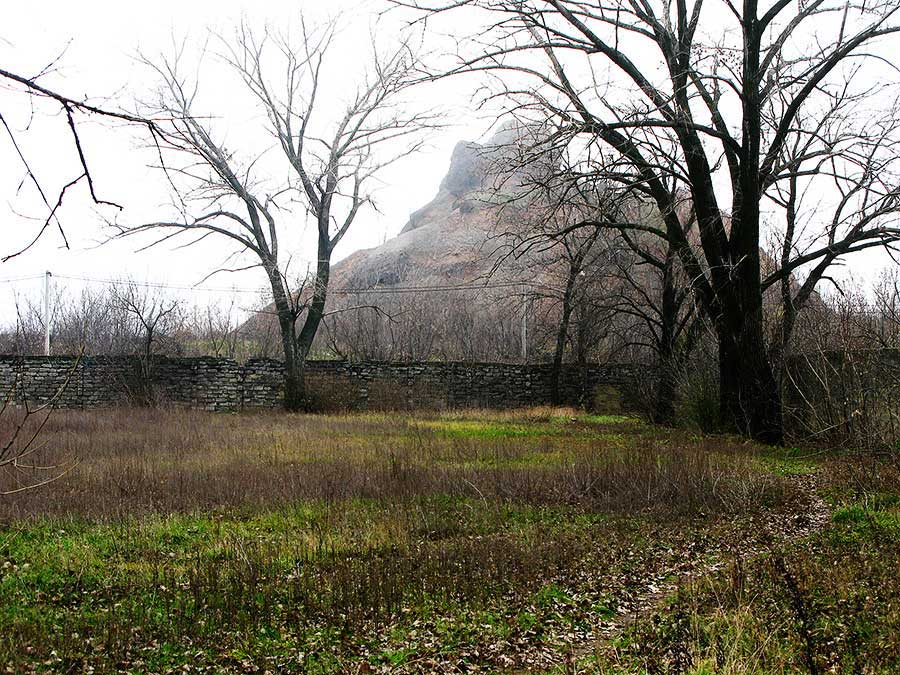
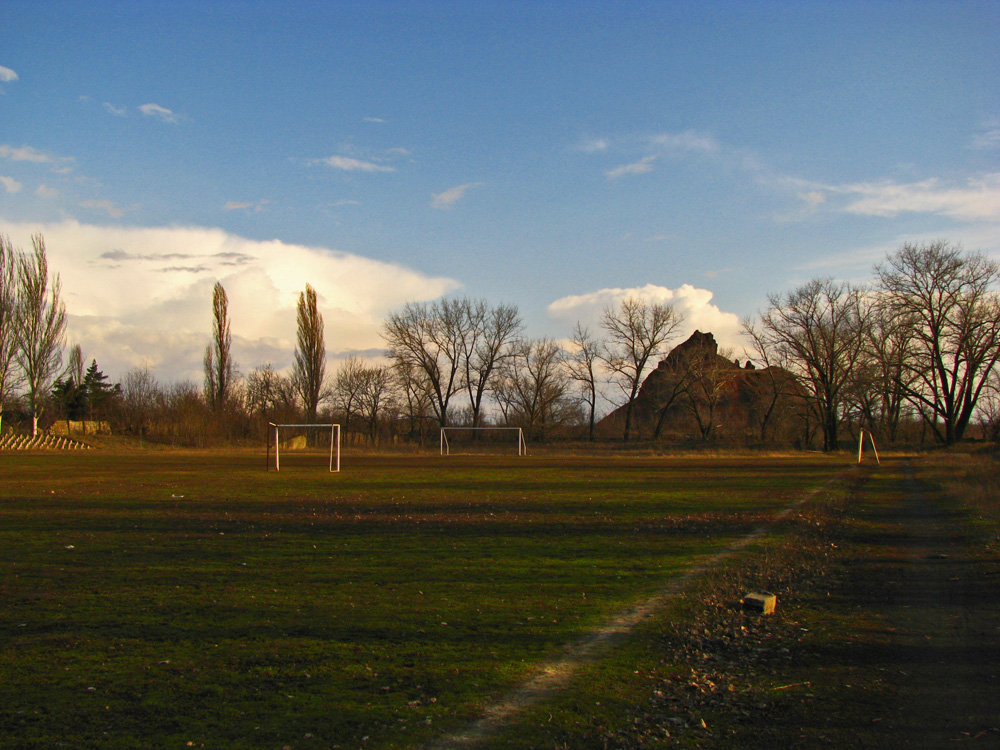